# Кубок Заполярья
«Ку́бок Заполя́рья» — международный турнир по карате Кёкусинкай в абсолютной весовой категории среди мужчин, проводившийся ежегодно в середине декабря в г. Воркуте Республики Коми в УСЗК «Олимп».
Инициаторами проведения выступили президент Союза боевых искусств Воркуты Иван Голубец, бизнесмен Владимир Киляков и мэр Воркуты Игорь Шпектор.
Участники «Кубка Заполярья» — мастера спорта, мастера спорта международного класса, заслуженные мастера спорта, чемпионы России, Европы и Мира.
Постоянными участниками «Кубка Заполярья» являются гранды российского Кёкусина, регионы, где исторически сложились свои школы, имеющие богатый опыт роста и воспитания своих Чемпионов, школы, у которых есть свой «фирменный почерк» спортсменов — участников: Москва, Пермь, Кузбасс, Кабардино-Балкария, Нижний Новгород, Санкт-Петербург, Сибирь и страны: Россия, Германия, Великобритания, Ирландия.
Чемпионы «Кубка Заполярья»:
- Анзор Шихабахов (Нальчик, 2002 г.)
- Игорь Пеплов (Санкт-Петербург, 2003 г.)
- Анзор Шихабахов (Новый Уренгой, 2004 г.)
- Сергей Михалин (Москва, 2005 г.)
- Магомед Мицаев (Москва, Грозный, 2006 г.)
- Никита Нестеров (Ростов-на-Дону, 2008 г.)

## Статистика турнира
Шесть турниров «Кубка Заполярья» посетили 18 635 участников из России, Германии, Великобритании, Ирландии.
Участники представляли следующие города: Москва, Санкт-Петербург, Ростов-на-Дону, Воркута, Пермь, Лысьва, Нальчик, Новосибирск, Нижний Новгород, Кемерово, Бонн, Лондон, Дублин, Луховицы, Грозный, Новый Уренгой.